# تایلر (تگزاس)

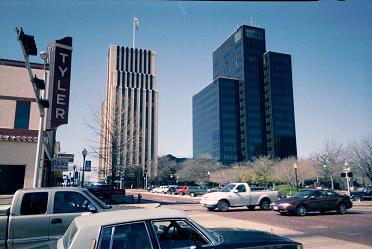

تایلر (به انگلیسی: Tyler) شهری است در شرق ایالت تکزاس.